# Kukowojt
Kukowojt (lit. Kukovaitis) – legendarny wielki książę litewski i książę żmudzki z rodu Centaurów.
Syn Pojaty z rodu Palemonowiczów i władającego Dziawołtwą księcia Żywibunda (a przez to praprawnuk Palemona). Według legend jego synem miał być Utenis, a wnukiem Szwentoróg. Kacper Niesiecki datuje czas jego rzekomego panowania na rok 1221. 
Według litewskich sylw miał otrzymać Jurbork, Kowno i Kiernów. Odpierał krzyżackie ataki na terytoria litewskie. Wraz z ojcem Żywibundem miał brać udział w walkach z księciem pińskim i łuckim Mścisławem. Latopisy opisują księcia jako dzielnego wojownika oraz sprawiedliwego i miłującego poddanych władcę. Miał wznieść bożka (pomnik) na cześć swojej matki Pojaty nad brzegiem jeziora Żośle. Po tym jak bożek zgnił, na jego miejscu wyrósł las lipowy, który stał się dla wyznawców mitologii litewskiej miejscem czci oddawanej księżniczce, którą uznano za boginię. Taki sam pomnik na cześć Kukowojta miał zbudować jego syn Utenis, na górze nad rzeką Świętą w pobliżu Dziewałtowa. Statua była czczona, a gdy zgniła, na jej miejscu wyrósł święty gaj nazwany imieniem Kukowojta. Za jego lokalizację przyjmuje się miejsce w pobliżu Mejszagoły, u zbiegu Świętej i Armony. Według Vykintasa Vaitkevičiusa gaj znajdował się we wsi Gudulinė, w gminie Jawniuny, w rejonie szyrwinckim.
Według Jana Długosza pogrzeb ciałopalny wielkiego księcia litewskiego Olgierda Giedyminowicza miał odbyć się w lesie Kokiweitus w pobliżu zamku i wsi Mejszagoły. Nazwa ta łączona jest z legendarnym gajem Kukowojta. Tradycyjnie, dawni pogańscy wielcy książęta mieli być paleni w Dolinie Szwentoroga, jednak inne miejsce pogrzebu Olgierda uzasadniane jest poprzez zniszczenie Wilna, które miało miejsce w roku śmierci księcia.
Historyczność Kukowojta jest na ogół odrzucana przez większość współczesnych historyków. Zdaniem Jana Jakubowskiego Kukowojt jest postacią zmyśloną, której imię wywodzi się od gaju Kukowojta (jego zdaniem imiona wszystkich książąt z dynastii Palemonowiczów wywodzą się od toponimów). Według Aleksandra Brucknera imię Kukowojta zostało zmyślone i pochodzi od miejscowości z okolic Dziewałotwa z rdzeniem kuk- lub kauk- (np. zaścianek Kukowyitis, Kaukiai, Kukiskiai, Kukiskis). Inni badacze sugerują, że nazwa Kukiveithus oznacza miejsce kauków, czyli według Jana Łasickiego duchów zmarłych w mitologii litewskiej.
Wzmiankowany w utworze Pojata Kiernusówna żona Żywibunda około r. 1220 wchodzącym w skład Śpiewek o dawnych Litwinach do roku 1434 autorstwa Jana Czeczota.